# Charles Anderson (Reiter)
Charles Howard Anderson (* 24. Oktober 1914 in Kalifornien; † 27. März 1993 in Frankfurt am Main) war ein US-amerikanischer Vielseitigkeitsreiter und Olympiasieger.
1938 absolvierte Charles Anderson die United States Military Academy von West Point. Im Zweiten Weltkrieg diente er bei den Luftlandetruppen der US Army.
Anderson startete 1948 bei den Olympischen Spielen in London  im Vielseitigkeitsreiten. Auf Reno Palisade errang er in der Mannschaftswertung gemeinsam mit Robert Borg und Frank Henry die Goldmedaille, in der Einzelwertung belegte er den vierten Rang.